# Avinguda Diagonal
L'Avinguda Diagonal (pron. catalana: [əβiŋˈɡuðə ði.əɣuˈnal]) è, insieme alla Gran Via de les Corts Catalanes, una delle maggiori strade cittadine di Barcellona, la larghezza varia tra i 30 e i 60 metri e la lunghezza è di 11 km.

## Nome

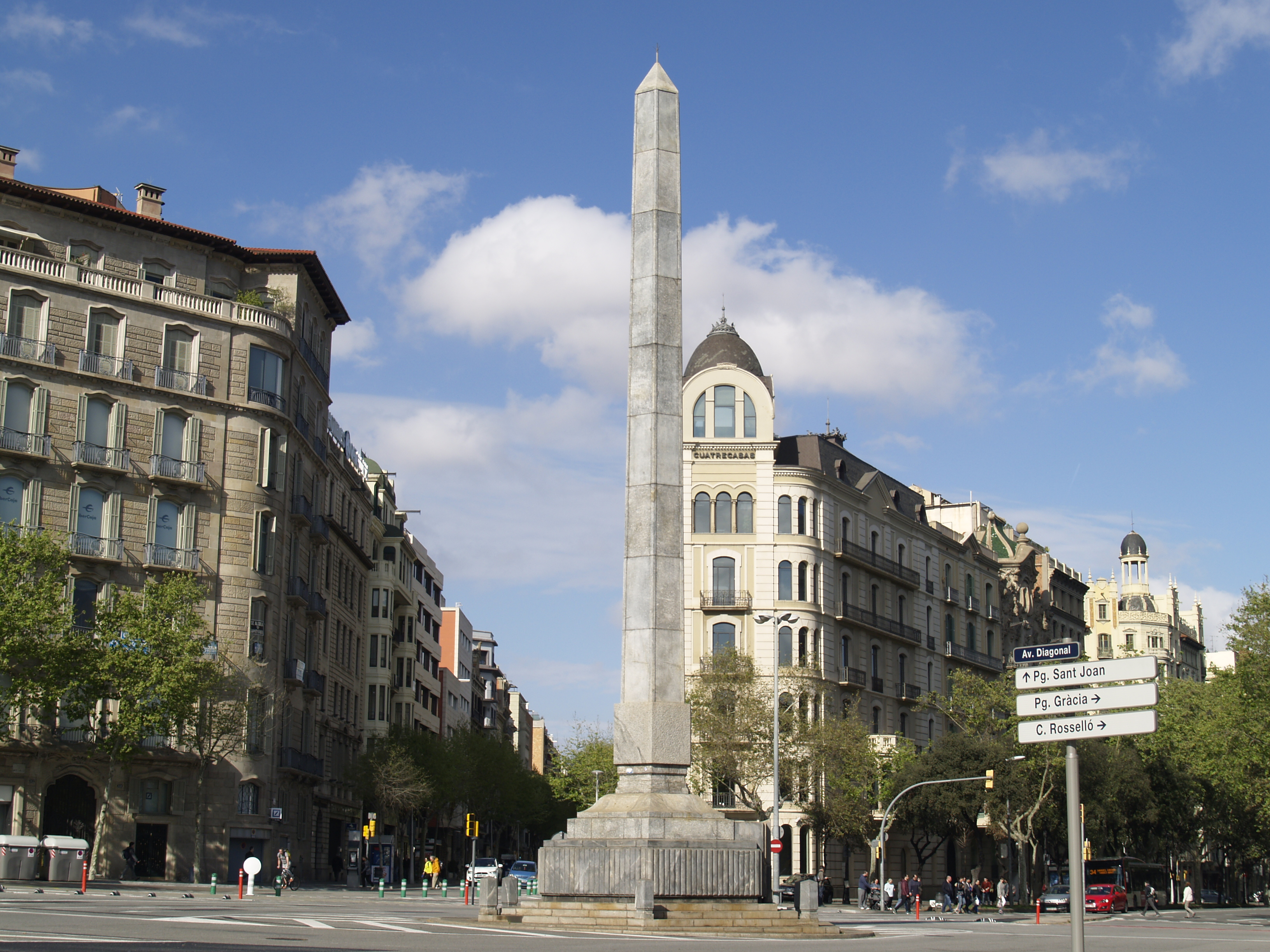
Obelisco

Deve il nome al fatto che taglia diagonalmente la città catalana da un estremo all'altro, con un angolo di circa 25 gradi rispetto a tutte le altre vie disposte a pianta quadrata.
Per gli abitanti di Barcellona assume anche un significato di tipo sociale, infatti al di sopra di essa sono situati i quartieri residenziali borghesi della città come Sarrià, Sant Gervasi e Pedralbes. Non di rado i possidenti barcellonesi che vivono in quei quartieri si vantano del tempo trascorso dalla loro ultima discesa sotto questa "linea di confine" che è l'Avinguda Diagonal.
- Gran Via Diagonal - nome originale assegnato al viale da Ildefons Cerdà e Víctor Balaguer.
- Avinguda d'Argüelles - Dal 1891, nome assegnato in onore di Agustín Argüelles (1776–1844).
- Avinguda de la Nacionalitat Catalana - Dal 1922, sotto la Mancomunitat de Catalunya.
- Avenida de Alfonso XIII - Dal 1924, durante la dittatura di Miguel Primo de Rivera, in onore del re Alfonso XIII.
- Avinguda del Catorze d'Abril - Dal 1931 durante la Seconda Repubblica spagnola (1931-1939).
- Gran Vía Diagonal - Dal 1939, nome provvisorio imposto il giorno dopo all'avvento del governo fascista di Barcellona come tentativo di eliminare i riferimenti alla Repubblica.
- Avenida del Generalísimo Francisco Franco - Dal 1939, durante il regime di Francisco Franco.
- Avinguda Diagonal - Nome attuale, adottato dopo la transizione e la restaurazione monarchica del 1979.

Tuttavia, va notato che il nome "Diagonal" ha sempre prevalso nell'uso popolare.

## Descrizione

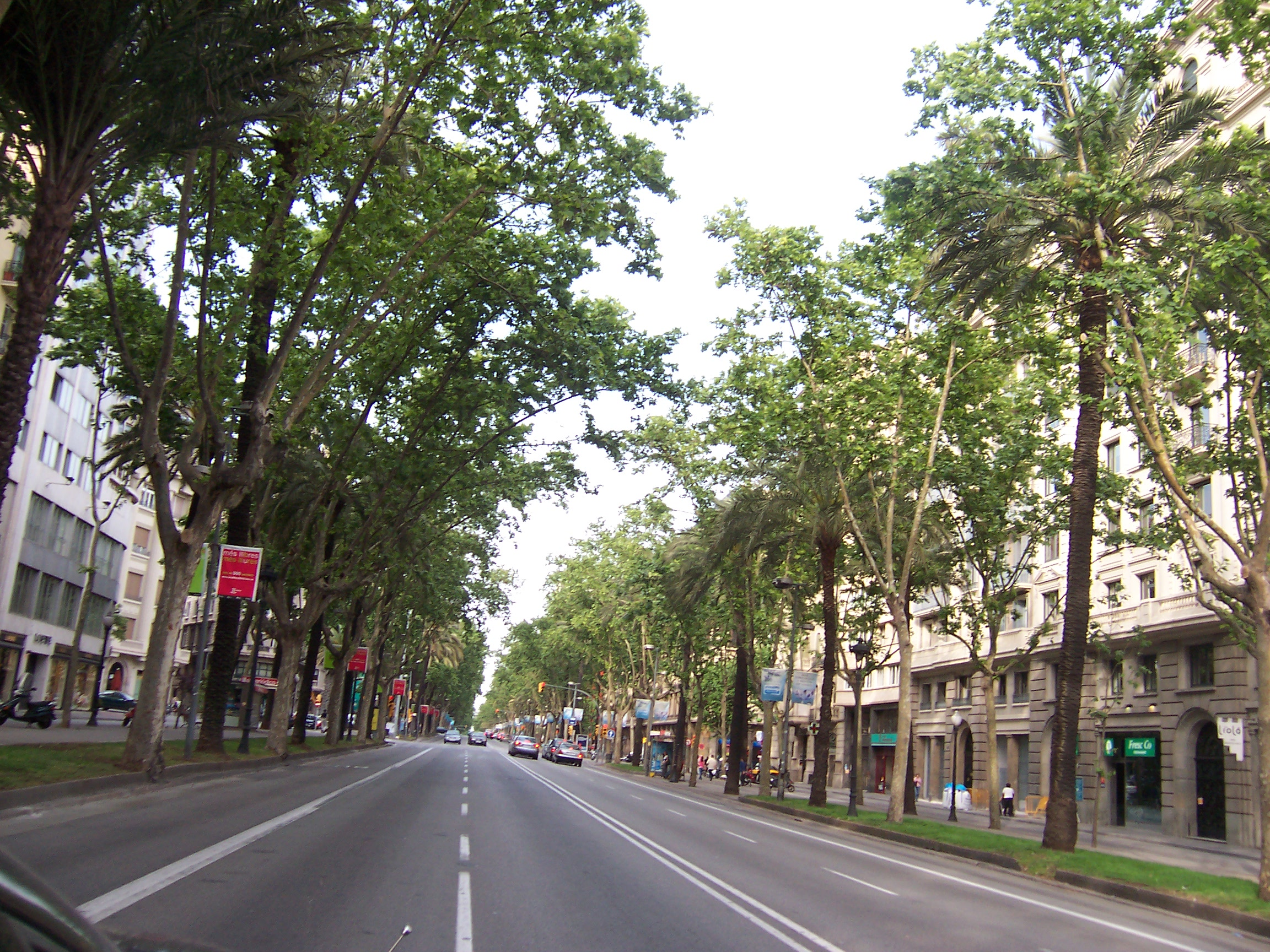
La Diagonal nel quartiere dell'Eixample tra le vie Carrer Buenos Aires e Carrer Muntaner

Fu progettata dall'ingegnere e urbanista Ildefons Cerdà i Sunyer come uno dei viali principali della città. Assieme all'Avinguda Meridiana taglia diagonalmente la pianta viaria ortogonale che egli stesso progettò per il quartiere Eixample. 
Entrambe le strade si incrociano presso la Plaça de les Glòries Catalanes, assieme alla Gran Via de les Corts Catalanes, che Cerdà pensò come nuovo centro per la città. 
Tuttavia questo non avvenne, poiché la posizione privilegiata e centrale di Plaça de Catalunya la fece diventare il centro nevralgico della città.
Il viale ha inizio nel quartiere di Sant Martí, vicino a Sant Adrià de Besòs vicino alla Ronda del Litoral affianca il mare, e in diagonale verso la città di Lleida e Madrid e porta alla Ronda de Dalt, nei pressi di Esplugues de Llobregat, nel quartiere di Les Corts.

## Storia

### Storia antica
La costruzione della Avinguda Diagonal è stata avviata, quando un regio decreto della regina Isabella II di Spagna e il governo spagnolo a Madrid Leopoldo O'Donnell hanno concesso l'autorizzazione alla costruzione del viale nel 1859. Il consiglio comunale di Barcellona aveva già chiesto l'approvazione di un progetto alternativo di Antoni Rovira i Trias, che era stato respinto.

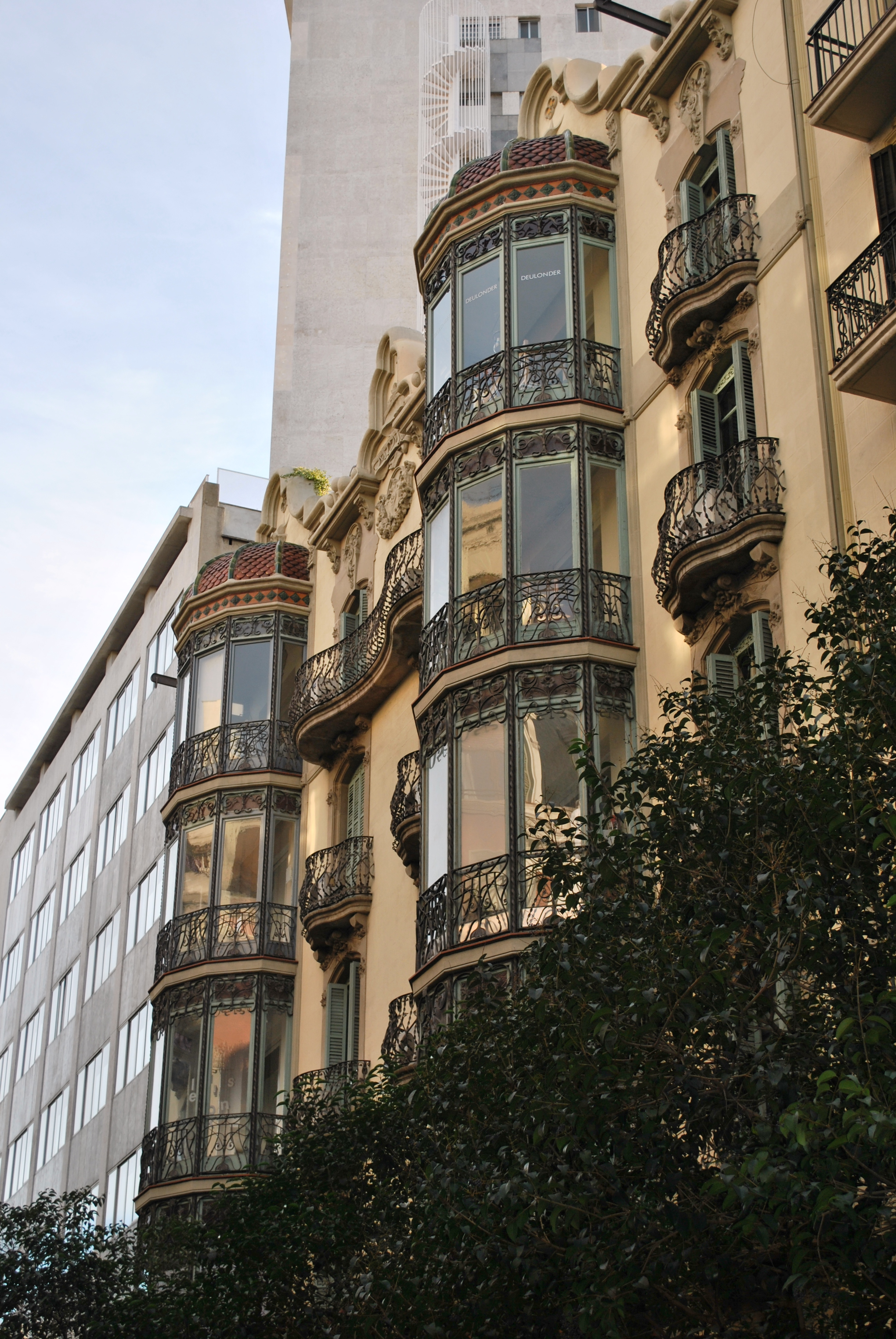
Appartamento su Avinguda Diagonal dell'inizio del XX secolo

Dopo la conclusione della sezione centrale, dall'attuale Plaça de Francesc Macià verso Glòries, è diventata una delle strade più popolari di Barcellona ed è un luogo ideale per gli aristocratici e la borghesia catalani a esporre le loro carrozze.
Francesc Cambó, leader della Lliga Regionalista propose la costruzione di un nuovo palazzo, su questo viale, per l'allora monarca Alfonso XIII nel 1919 (Il palazzo reale di Ciutat Vella era stato distrutto da un incendio del 1875).

### Storia recente
La Avinguda Diagonal ha subito diversi attacchi dell'organizzazione separatista basca l'ETA nel 2000. Il 2 novembre, una autobomba ha ferito un agente di sicurezza e un funzionario di sicurezza comunale. Pochi giorni dopo, il 21 novembre, un'auto usata dai killer di Ernest Lluch esplose in mezzo al viale. Il 20 dicembre un funzionario di sicurezza comunale è stato ucciso.

## Architettura

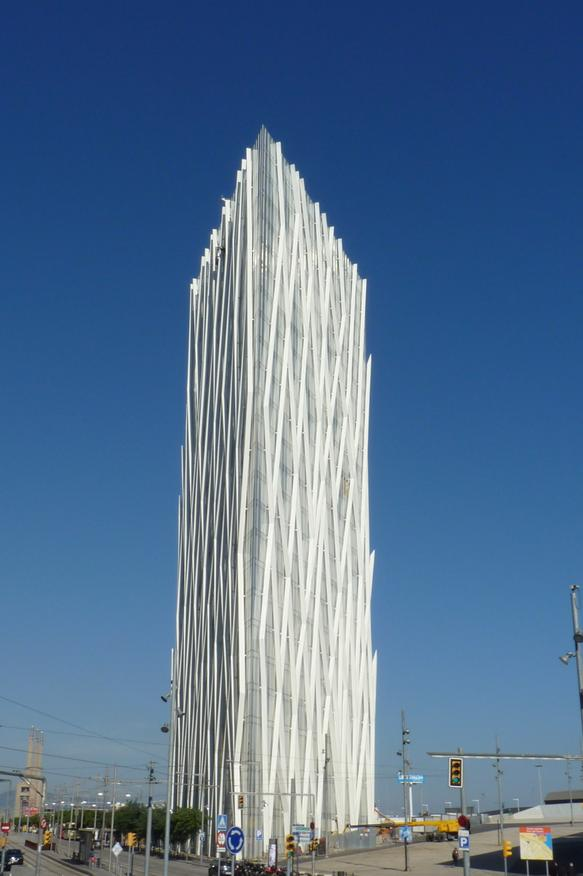
Torre Telefónica di 110 metri d'altezza (chiamata prima Torre Diagonal 00) nel numero civico 0 dell'Avinguda Diagonal

Attraversando tutta la città, l'Avinguda Diagonal ospita diversi edifici importanti, come:
- Casa Serra
- Casa Terrades, o Casa de les Punxes
- Casa Sayrach
- Casa Planells
- Casa Comalat
- Torre Telefónica
- Torre Glòries
- Torre Banco Sabadell
- Palau del Baró de Quadras
- Palau Pérez Samanillo
- Palau Reial de Pedralbes
- Església del Carme
- Església de la Mare de Déu del Roser de Pompeia

## Trasporti

### Metropolitana
- Maresme - Fòrum
- Selva de Mar
- Glòries
- Monumental
- Verdaguer  (precedentemente nota come General Mola)
- Diagonal-Provença
- Maria Cristina
- Palau Reial
- Zona Universitària

### Tram
Quasi tutta la Diagonal è percorsa da un sistema tranviario, attualmente diviso in due tronconi che si progetta di unire tra loro in futuro. Le fermate, da ovest a est, sono le seguenti:
- rete ovest (Trambaix, linee T1, T2 e T3): 
  - Zona Universitària
  - Palau Reial
  - Pius XII
  - Maria Cristina
  - Numància
  - L'Illa
  - Francesc Macià

- rete est (Trambesòs, linea T4):
  - Verdaguer
  - Sicilia
  - Monumental
  - Glòries
  - Ca l'Aranyó
  - Pere IV
  - Fluvià
  - Selva de Mar
  - El Maresme
  - Fòrum

## Luoghi degni di nota

### Università

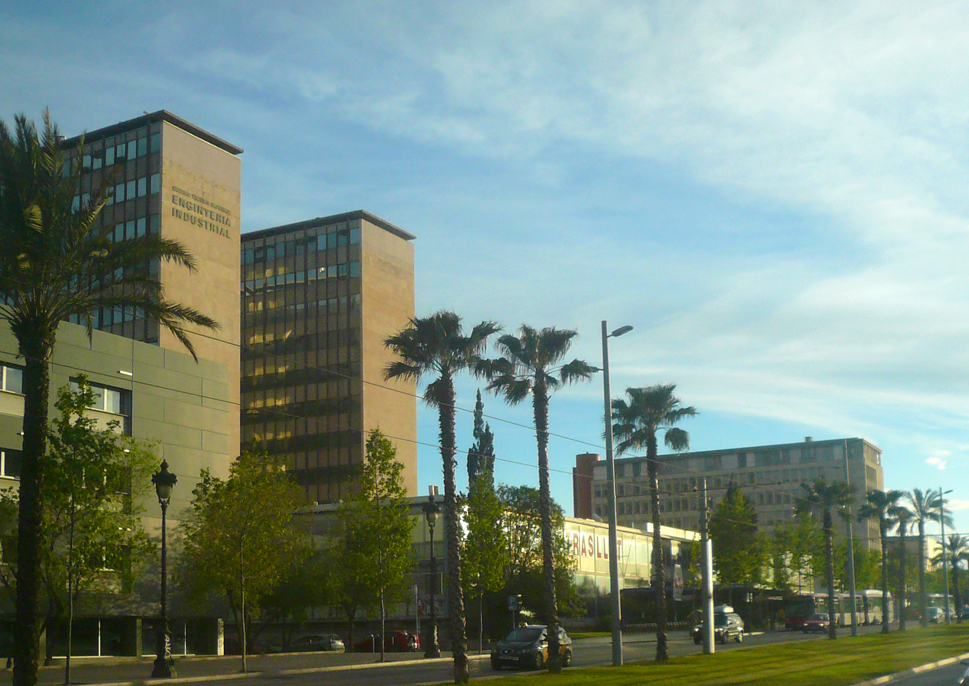
Campus Sud dell'UPC con le facoltà d'ingegneria industriale e facoltà d'architettura (nel fondo)

Attraversando il quartiere de Les Corts si trovano diverse facoltà dell'Universitat Politècnica de Catalunya (UPC) e anche dell'Universitat de Barcelona (UB).
- Avinguda Diagonal 643: Facultat de Biologia (UB)
- Avinguda Diagonal 645: Facultat de Física (UB)
- Avinguda Diagonal 647: Escola Tècnica Superior d'Enginyeria Industrial de Barcelona - ETSEIB (UPC)
- Avinguda Diagonal 649: Escola Tècnica Superior d'Arquitectura de Barcelona - ETSAB (UPC)
- Avinguda Diagonal 684: Facultat de Dret (UB)
- Avinguda Diagonal 690: Facultat d'Economia i Empresa (UB)